# 陈绮玲
陈绮玲（1937年1月—2018年6月10日），又名陈小曼，女，汉族，湖南耒阳人，中华人民共和国政治人物，曾任甘肃省人民政府副省长，甘肃省人大常委会副主任。